# Rose Anderson
Rose Anderson (Edimburgo, 23 marzo 1988) è un'ex cestista britannica.

## Carriera
Con la  Gran Bretagna ha disputato i Giochi olimpici di Londra 2012 e due edizioni dei Campionati europei (2011, 2013).